# Rue Albert-Ier (Blois)
La rue Albert-Ier est une voie de la commune de Blois, dans le département de Loir-et-Cher, en région Centre-Val-de-Loire. Avec près de 3 kilomètres, elle est la plus longue rue de Blois.

## Situation et accès
La rue Albert-1er se place à la périphérie ouest de la ville de Blois, et met en relation le quartier de la gare avec celui des Grouëts. Elle permet ainsi de relier le centre-ville à la forêt de Blois.
De forme légèrement sinueuse du Nord-Est au Sud-Ouest, elle est parallèle à la Loire qu'elle surplombe sur le rebord du plateau de la Petite Beauce.
À son origine, elle prolonge la rue Augustin-Thierry à son intersection avec l'avenue de la Butte. Dans sa première portion jusqu'à la rue Galliéni, la rue est parallèle à la rue Charles-d'Orléans et à l'avenue Foch, où se concentre l'activité commerçante, et sépare le quartier Albert-1er du quartier Cabochon-Foch qu'elle relie par des voies perpendiculaires. Dans sa deuxième portion jusqu'à la rue de la Taille-aux-Moines, la rue délimite les quartiers Saint-Georges et Albert-1er. Dans sa troisième portion, elle quitte peu à peu le rebord du plateau et sépare le quartier Saint-Georges du quartier des Grouëts. Elle se prolonge à son extrémité par la rue de l'Amiral-Querville, qui dessert le quartier des Grouëts et la forêt de Blois.
Sur toute la longueur de son tracé, le côté sud de la rue ne rencontre que des voies en impasse pour la circulation automobile, en raison du passage de la ligne de chemin de fer de Paris-Austerlitz à Bordeaux-Saint-Jean, qui la longe à distance. Plusieurs chemins piétonniers permettent néanmoins d'accéder aux rives de la Loire en passant sous la voie ferrée (sentier de la Villeneuve, chemin de la Rote-aux-Ânes, chemin de Crève-Coeur).
La ligne de bus S12 du réseau Azalys emprunte la troisième portion de la rue Albert-1er.

## Origine du nom

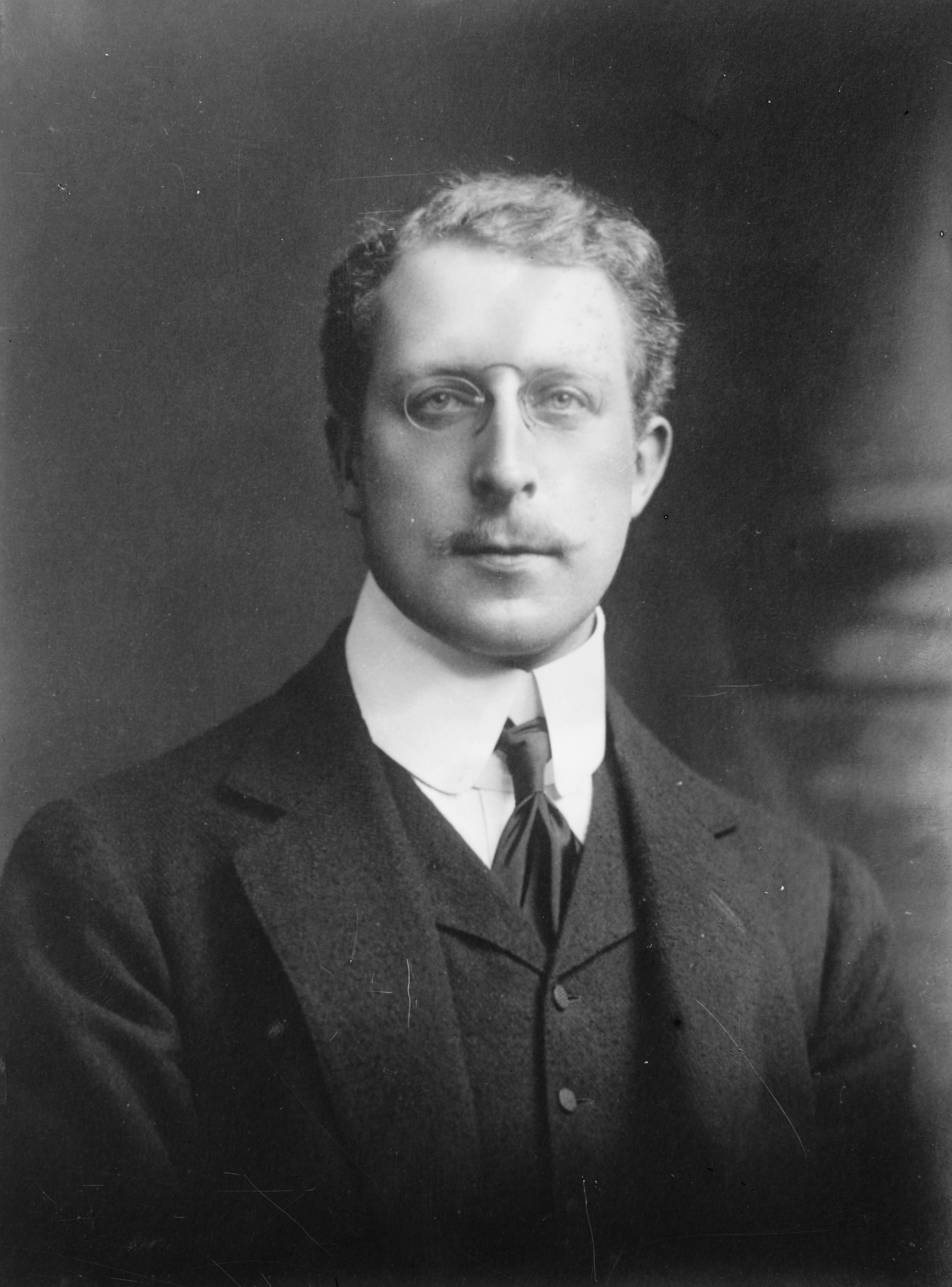
Le roi Albert Ier.

Elle porte depuis 1918 le nom du roi des Belges Albert Ier (1875-1934).
Durant la Grande Guerre, le souverain se distingue au combat auprès de ses hommes, en refusant malgré sa neutralité le passage des troupes allemandes. Son comportement lui vaut le surnom de «roi soldat» ou «roi chevalier».
L'orthographe de la signalisation municipale est toutefois «rue Albert 1er».

## Historique
La rue Albert-1er est une portion de l'ancien chemin médiéval qui reliait Blois à Chouzy et Amboise au départ de la porte du Foix (à l'extrémité de la rue Saint-Lubin), par la rue des Trois-Marchands, la rue des Carmélites et la rue Bourreau (actuelle rue Augustin Thierry). Jeanne d'Arc, en provenance de Tours, l'emprunta avec son armée le 24 avril 1429 pour se rendre à Blois puis à Orléans.
Jusqu'au début du XIXe siècle, les pentes du coteau au sud de la rue (côte du Foix) et les terrains plats du côté nord (la Butte, les Bournas) étaient couverts de vignes (cépages auvernat, fromenteau, tendrier) et appartenaient aux églises et congrégations religieuses de Blois,. Les closeries expoitant ces vignes et bordant la rue devinrent peu à peu des lieux de villégiature pour la bourgeoisie blésoise. Le vignoble perdura jusqu'au début du XXe siècle.
En 1846 fut inaugurée la ligne de chemin de fer Paris-Orléans-Tours, dont le tracé entaille la pente du coteau qui descend vers la Loire puis passe sous l'extrémité de la rue au niveau du pont de la Butte.
À partir du XIXe siècle s'élevèrent des résidences bourgeoises avec vue sur la Loire.

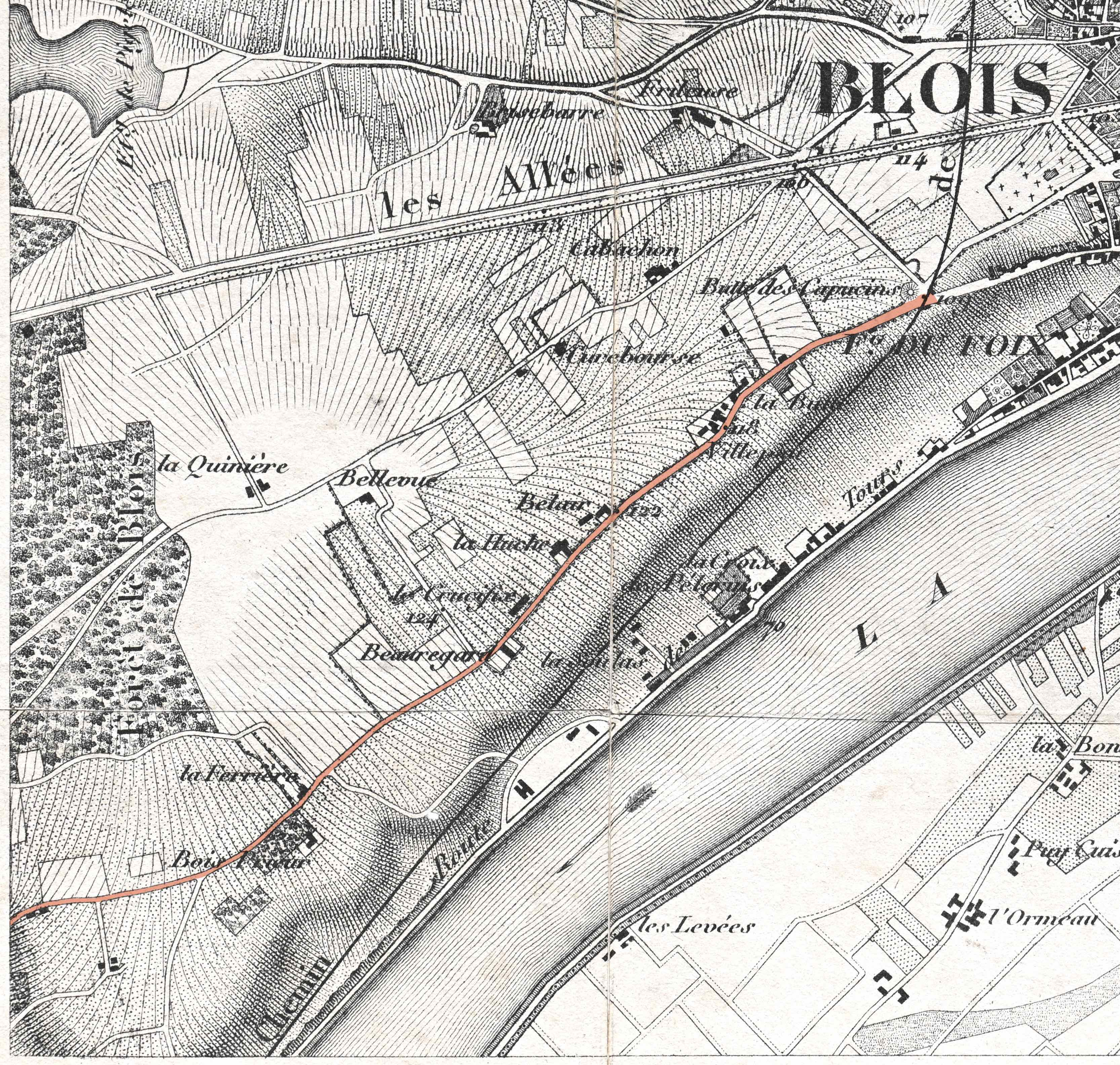
La rue Albert 1er (figurée en rouge) sur la carte d'état-major de 1846

La rue a changé plusieurs fois de nom au cours de son histoire. En 1778 elle se nomme chemin de l'Hermitage et de Coulanges à Blois, en 1810 chemin de Chouzy à Blois, en 1854 chemin Haut des Grouëts.
En 1875 elle devient rue de la Butte jusqu'aux numéros 52 et 95, puis en 1918 rue Albert-1er pour la même portion. La partie ultérieure restant le chemin Haut des Grouëts sera plus tard renommée "rue Albert-1er prolongée" jusqu'au chemin des Gaudinières, avant de prendre définitivement son nom actuel. La toute dernière portion du chemin Haut des Grouëts, au delà du chemin des Gaudinières, sera renommée rue Haute des Grouëts en 1968 puis rue de l'Amiral-Querville en 1969.

## Bâtiments remarquables et lieux de mémoire
- La butte des Capucins s'élève à l'angle nord-ouest de l'intersection avec l'avenue de la Butte. Ce promontoire, haut de 20 mètres et large de 56 mètres à sa base, est peut-être un tumulus d'époque gauloise. Des sépultures d'enfants ont été mises à jour à proximité[5]. La butte tire son nom de la proximité du domaine du couvent des Capucins, qui devint par la suite un cimetière puis le site de la chocolaterie Poulain. Au XVIIe siècle, Gaston d'Orléans y fit déposer la terre provenant des travaux d'aménagement qu'il commandita dans ses jardins et dans l'actuelle rue Augustin Thierry pour donner du travail aux pauvres, et fit planter un orme à son sommet. Cet arbre figurera dans le panorama blésois pendant près de deux siècles. En 1825, Victor Hugo se rendit avec son père au sommet de la butte. Il évoque ce souvenir en 1830 dans Les Feuilles d'automne :

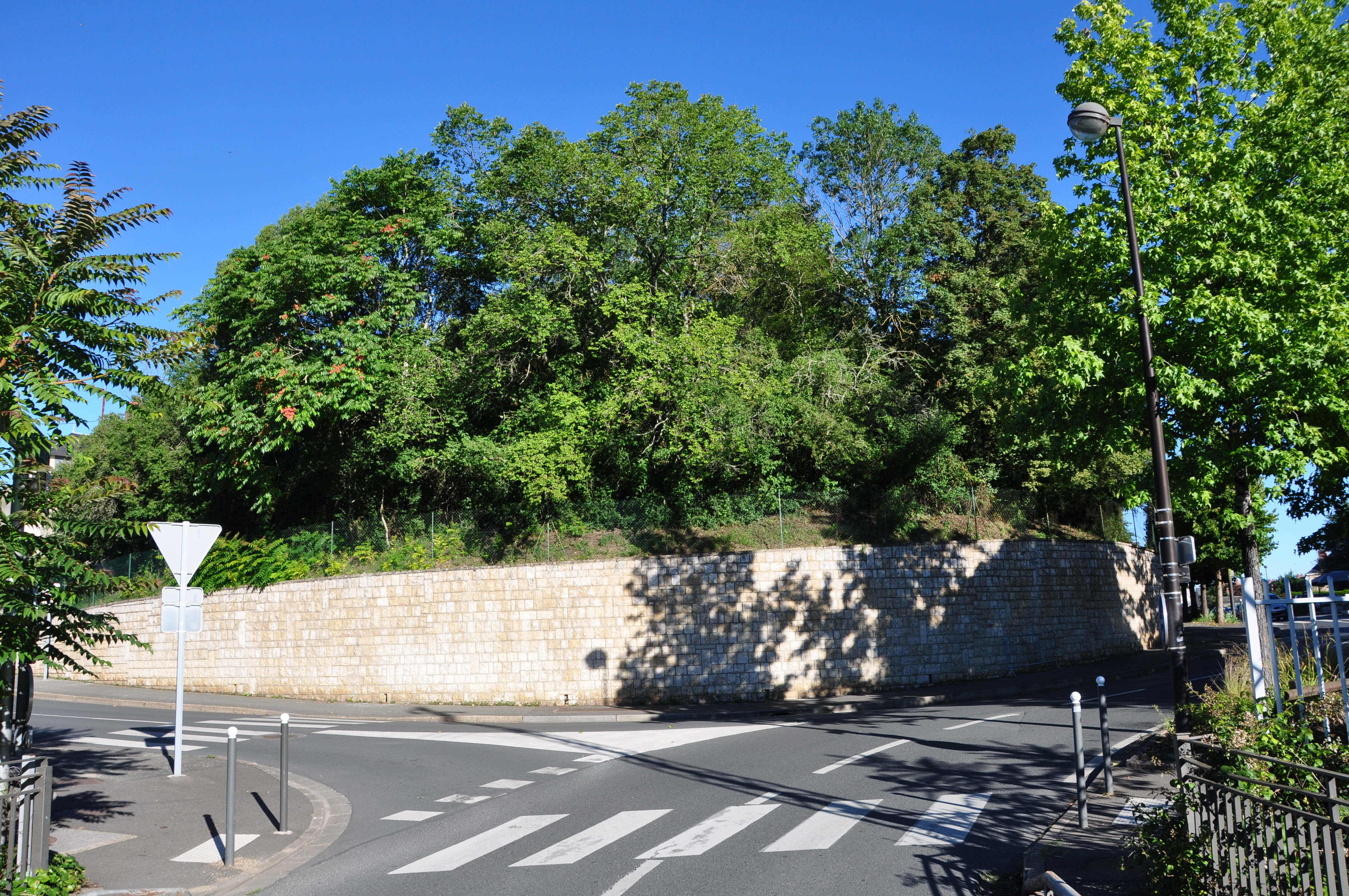
La butte des Capucins, depuis le pont de la Butte.

« ... et sorti de la ville, au midi,
Cherchez un tertre vert, circulaire, arrondi,
Que surmonte un grand arbre, un noyer, ce me semble,
Comme au cimier d'un casque une plume qui tremble.
Vous le reconnaîtrez, ami, car, tout rêvant,
Vous l'aurez vu de loin sans doute en arrivant.
Sur le tertre monté, que la plaine bleuâtre,
Que la ville étagée en long amphithéâtre,
Que l'église ou la Loire et ses voiles au vent,
Et ses mille archipels plus que ses flots mouvants,
Et de Chambord là-bas au loin les cent tourelles
Ne fassent pas voler votre pensée entre elles. »
Lieu de promenade jusqu'au milieu du XXe siècle, la butte des Capucins est un des principaux points de vue sur la ville. Actuellement propriété de la commune de Blois, elle est fermée au public.
- La maison du Généralnos 3 et 5 : ancien site de la cartonnerie Thiolat.

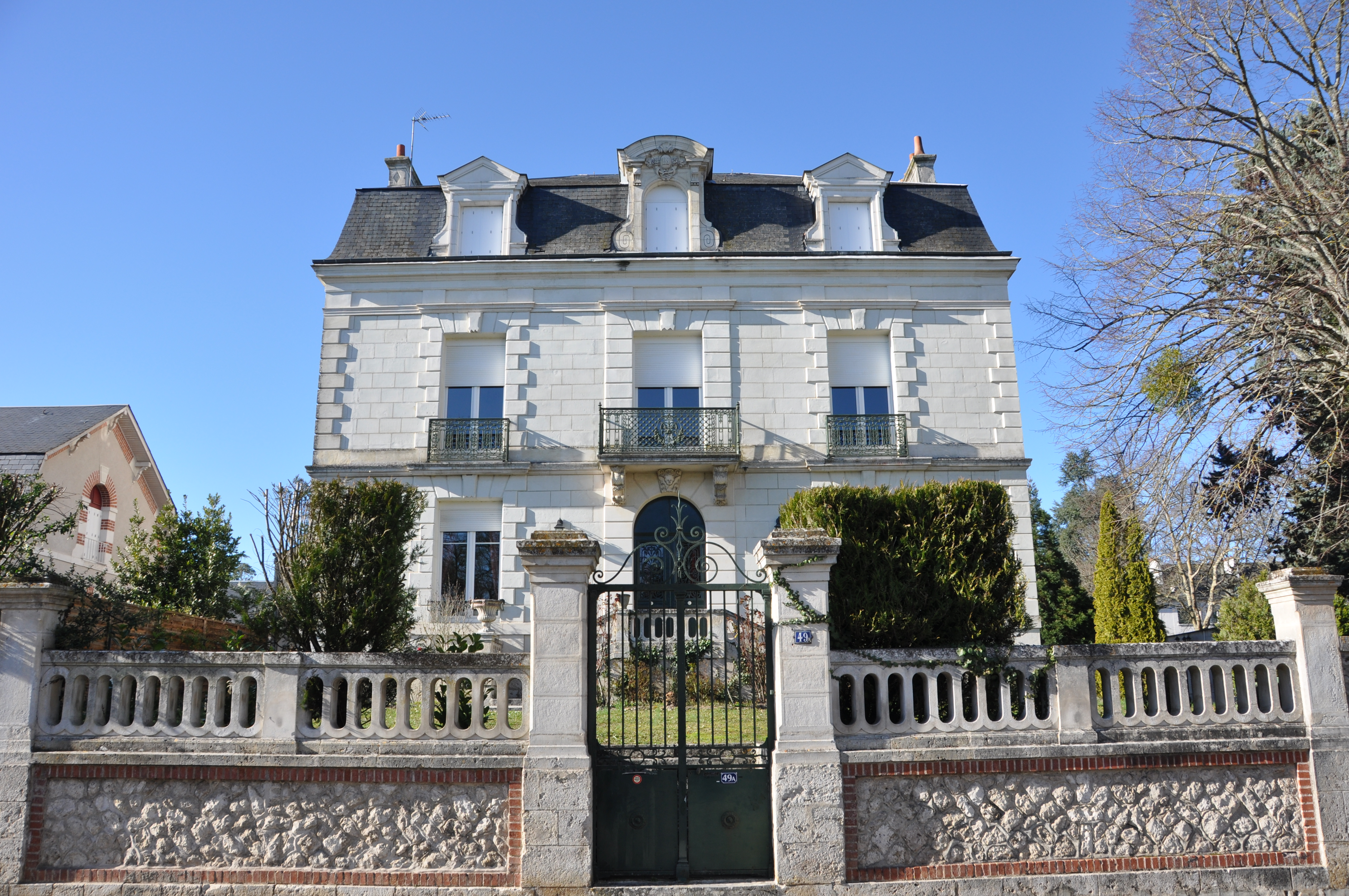
La maison du Général

- nos 12 à 14 : maison construite en 1830 comportant des bas-reliefs inspirés des frises du Parthénon[1].
- no 21 : maison d'enfance du navigateur Éric Tabarly jusqu'en 1950.
- no 49 : maison dite du Général, construite entre 1872 et 1876, ayant appartenu à l'industriel Auguste Poulain, autrefois louée à l'armée pour y loger les généraux commandant la place de Blois. C'était à l'origine la vaste Closerie du Pommier de Pin[1].
- nos 51 à 61 : lieu-dit Vilpeau[4].
- La villa Le Sagetno 54 : villa Le Saget, de style art déco italianisant bordée d'une allée de colonnades[1].

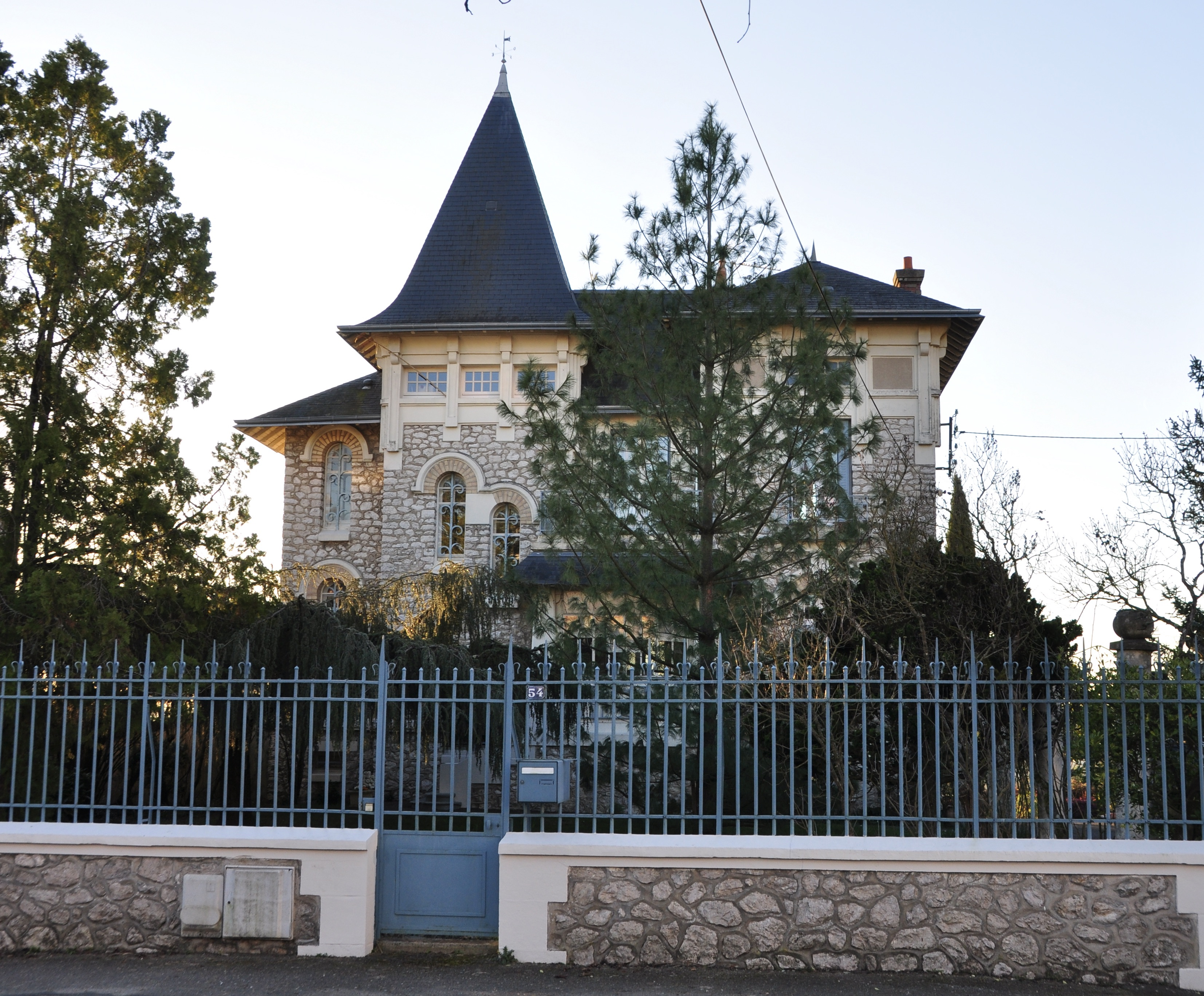
La villa Le Saget

- no 84 : sentier de la Villeneuve, qui descend au quartier de la Saulas par un passage sous la voie ferrée.
- no 101 : lieu-dit Belair
- no 112 : lieu-dit Beauregard
- no 113 : lieu-dit La Huche
- nos 123 à 127 : ancienne closerie du Crucifix
- La maison Calcat dite "Le Logis du Loup" (au centre), depuis la rive gauche de la Loire. En contrebas, la ligne de chemin de fer de Paris-Austerlitz à Bordeaux-Saint-Jean.nos 130 à 138 : maison Calcat dite "Le Logis du Loup", villa de style entièrement art déco construite entre 1928 et 1932 au lieu-dit Les Cormiers (maison au no 138 bis) sur un ancien vignoble par les frères Maurice et Lucien Martineau, architectes à Poitiers, pour le compte de M. Calcat, industriel parisien. Elle est inscrite au titre des monuments historiques depuis 1997 pour son exceptionnelle unité architecturale[1],[6],[7].

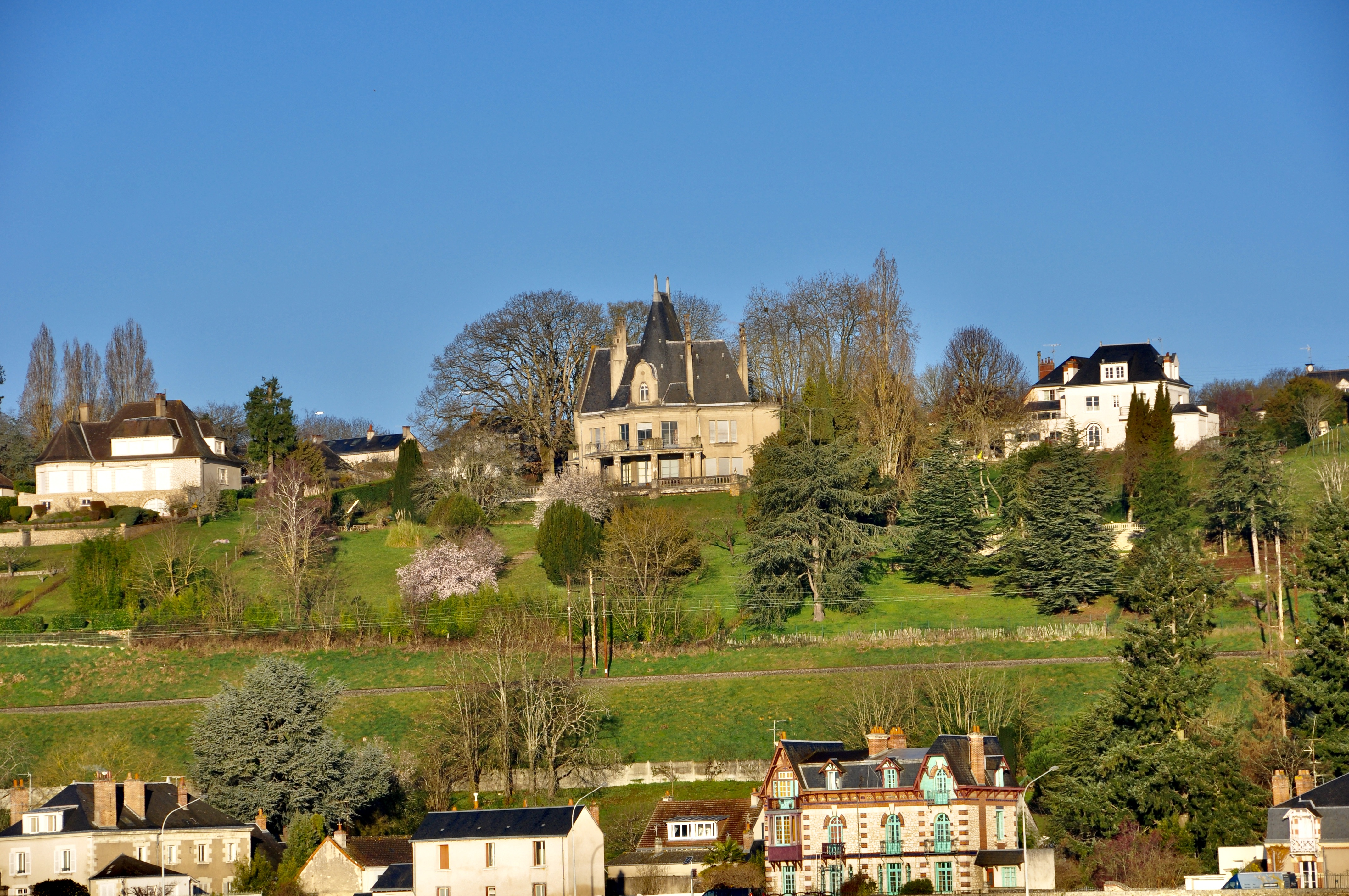
La maison Calcat dite "Le Logis du Loup" (au centre), depuis la rive gauche de la Loire. En contrebas, la ligne de chemin de fer de Paris-Austerlitz à Bordeaux-Saint-Jean.

- no 147 : serres municipales de la ville de Blois
- nos 156-158 : Le Chapitre, ancienne propriété viticole du chapitre de la cathédrale avant la Révolution.
- no 173 : Le Haut-Chapitre, ancienne propriété Beauséjour ayant conservé son parc avec plan d'eau.

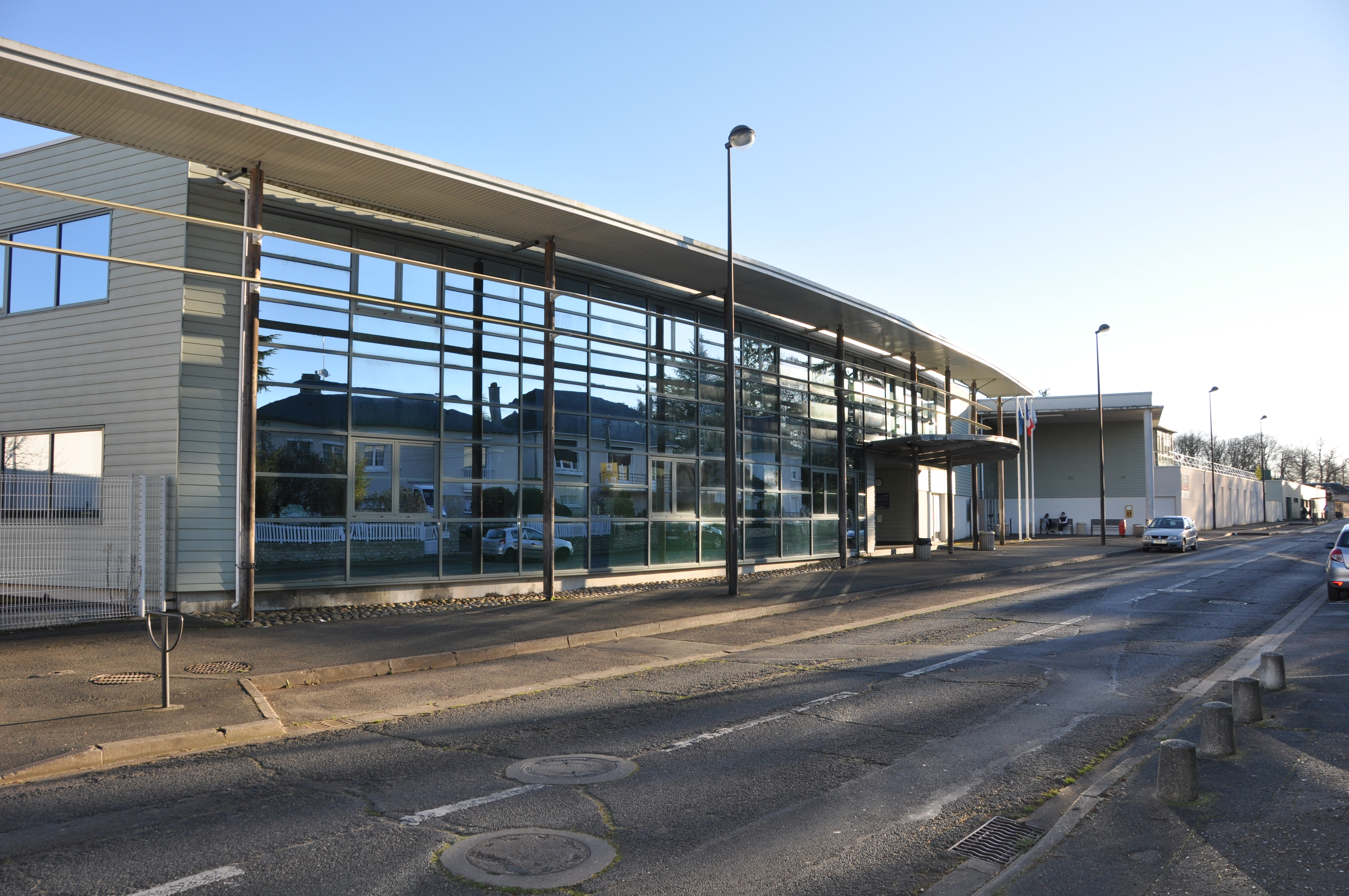
Le Lycée d'Hôtellerie et de Tourisme du Val de Loire

- Le Lycée d'Hôtellerie et de Tourisme du Val de Loireno  174 : Lycée d'Hôtellerie et de Tourisme du Val de Loire, construit en 1978 sur une partie de la propriété du Chapitre, puis agrandi en 2012 en modifiant le tracé du très ancien chemin de la Rote-aux-Ânes[1].

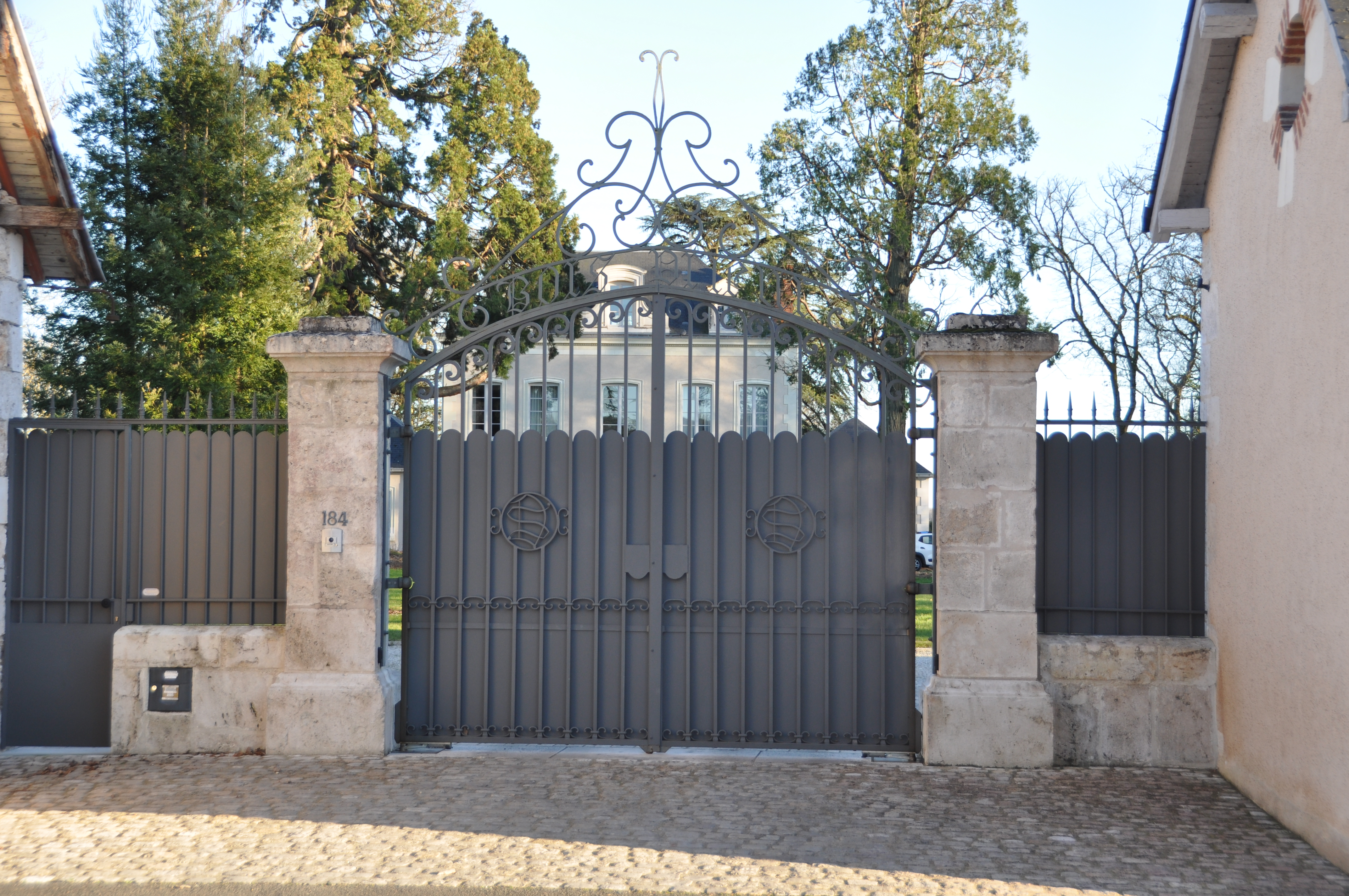
Le portail d'entrée du Bois-Prieur

- Le portail d'entrée du Bois-Prieurno 184 : Le Bois-Prieur, vaste propriété descendant vers la Loire, dont la maison de maître fut construite dans la première partie du XIXe siècle. Dans les dépendances fut aménagé un théâtre ou se produisirent les sœurs Augustine et Madeleine Brohan, sociétaires de la Comédie Française. La propriété a appartenu à Frédéric Altairac, industriel et maire d'Alger de 1902 à 1908, puis en 1947 à Gabriel Delaunay, préfet de Loir-et-Cher en 1945, et son épouse Alice Sinturel. Leurs initiales DS ornent le portail du domaine[1].
- Le Plessisno 195 : Le Plessis, ancienne closerie viticole du XVIIIe siècle dénommée La Maçonnerie jusqu'en 1820, avec extension en pierre et brique construite en 1850.

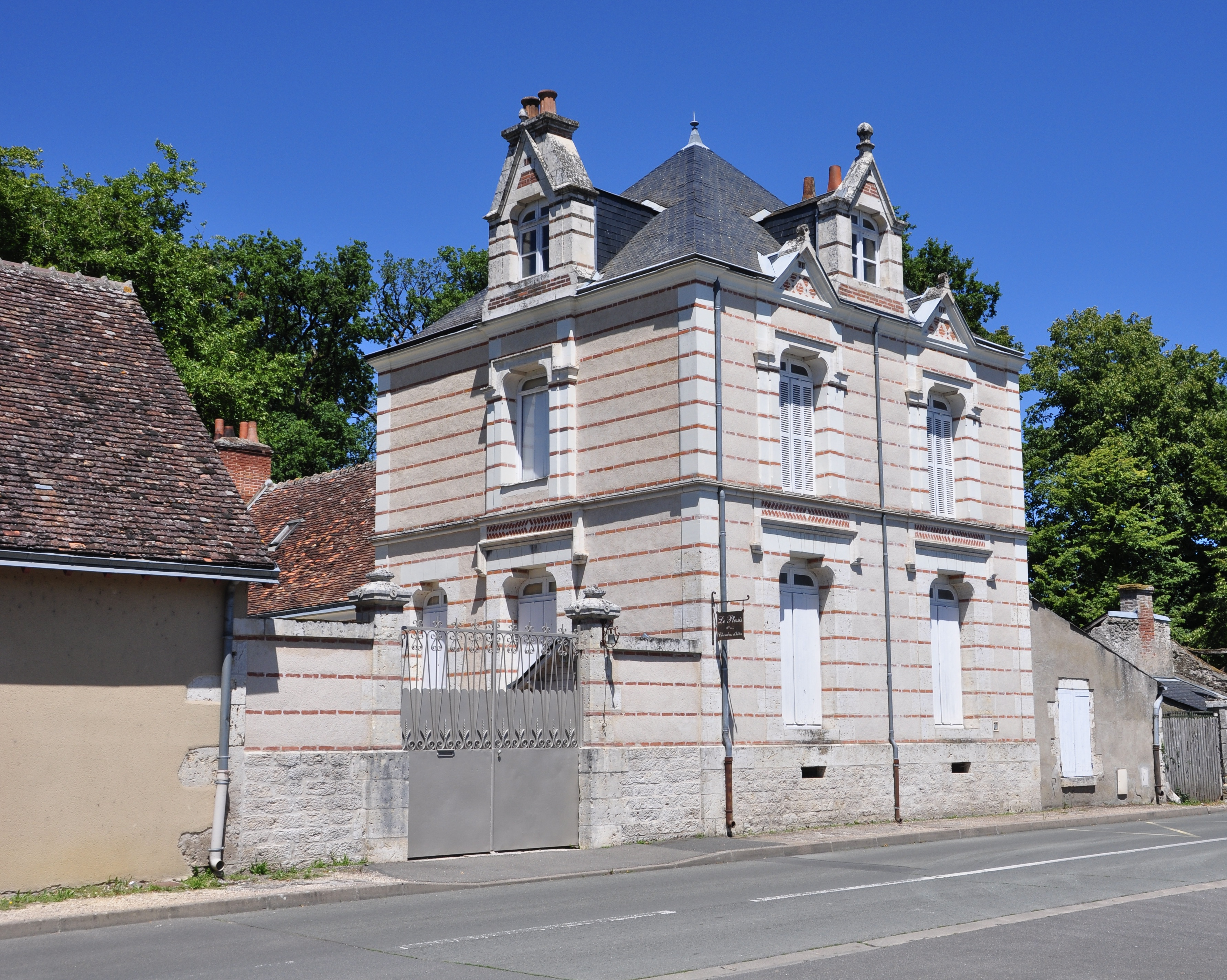
Le Plessis

- nos 198 à 202 : lieu-dit Le Rocher[7].
- no 208 : sentier du Lapin, chemin qui conduisait autrefois à la closerie du Lapin (dont il ne reste que des ruines dans le vallon des Gaudinières) et à la closerie des Oiseaux (5 levée des Grouëts)[8],[9].
- no 214 : lieu-dit Les Brochards.
- no 228 : lieu-dit Saint-Jacques.
- no 234 : lieu-dit La Morfondière[10].
- no 240 : chemin de Crève-Cœur : ce chemin rejoint le chemin de la Vallée dans le vallon des Gaudinières[2].

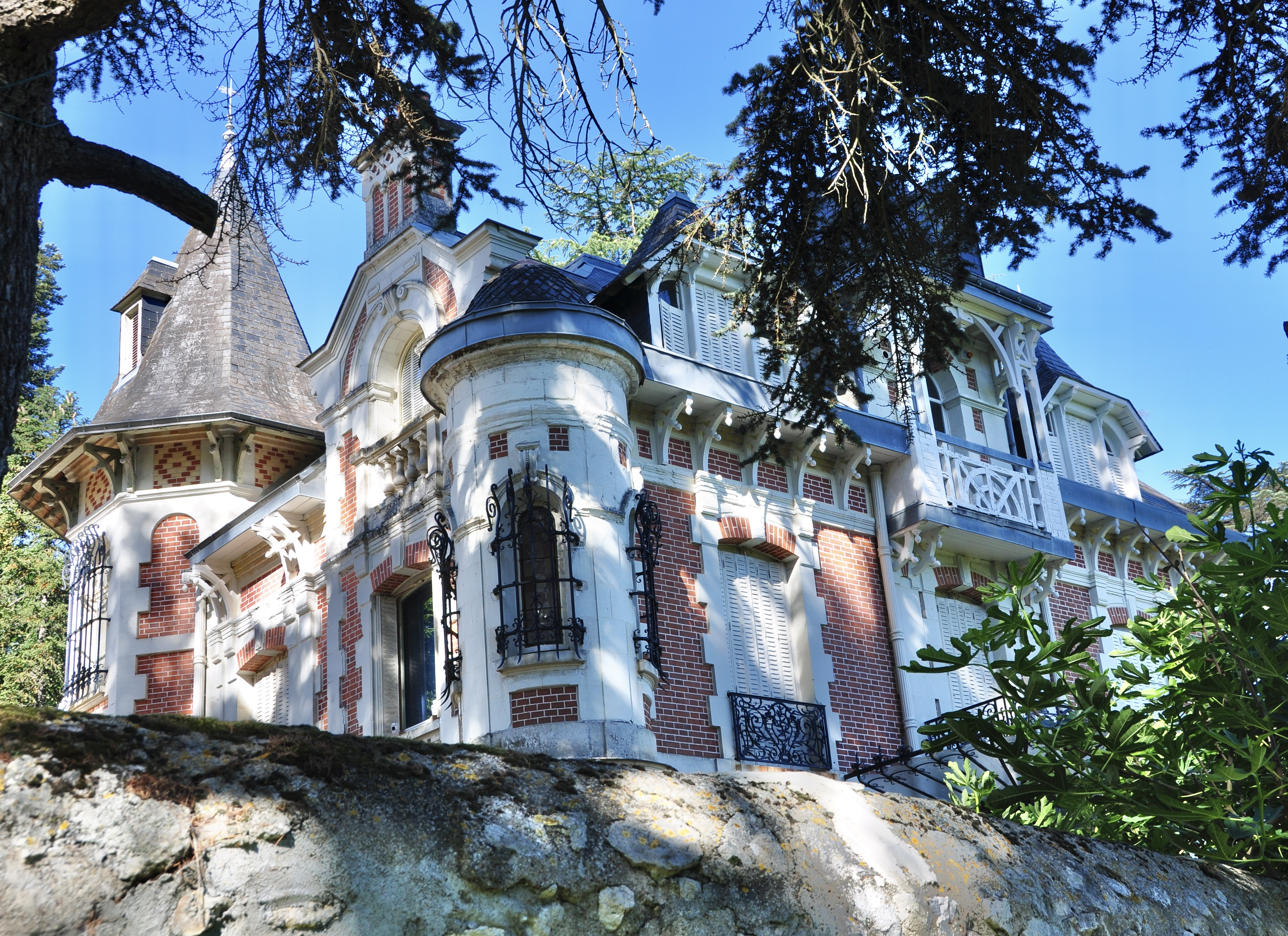
Le château de la Vallée

- Le château de la Valléeno 268-274 : chemin de la Vallée : ce chemin emprunte le vallon des Gaudinières en longeant le château de la Vallée, construit en 1873 pour un pharmacien parisien, dans un style Napoléon III particulièrement éclectique, avec château d'eau camouflé dans un minaret, serres, communs et parc botanique. Le chemin rejoint ensuite le chemin de Crève-Cœur et devient chemin du Petit-Pont, longe les ruines de la closerie du Lapin et rejoint la levée des Grouëts au lieu-dit Le Petit-Pont[2],[6],[7],[11].